# Tartaki (okręg wileński)
Tartaki (lit. Skirgiškės) – wieś na Litwie, w okręgu wileńskim, w rejonie wileńskim, w gminie Rzesza, nad Wilią.

## Historia
Pod zaborami wieś; w II Rzeczypospolitej wieś i dwa zaścianki. W XIX i w początkach XX w. położone były w Rosji, w guberni wileńskiej, w powiecie wileńskim, w gminie Rzesza. Po I wojnie światowej pod administracją polską, w Zarządzie Cywilnym Ziem Wschodnich. W latach 1920–1922 w składzie Litwy Środkowej.
Od 11 kwietnia 1922 leżały w Polsce, w województwie wileńskim, w powiecie wileńsko-trockim, w gminie Rzesza. W 1931 miejscowość liczyła:
- wieś Tartaki – 74 mieszkańców, zamieszkałych w 13 budynkach,
- zaścianek Tartaki I – 15 mieszkańców, zamieszkałych w 2 budynkach,
- zaścianek Tartaki II – 16 mieszkańców, zamieszkałych w 3 budynkach[3].

Po II wojnie światowej w granicach Związku Sowieckiego. Od 1991 na niepodległej Litwie.